# 陈陆圻
陈陆圻（1918年3月31日—1992年9月10日），男，辽宁丹东人，中国森林利用专家、林业教育家，曾任中国林学会副理事长、顾问。